# 兴隆咖啡
兴隆咖啡一般指由海南省兴隆华侨农场地区出产的咖啡产品，是中国国家地理标志产品，以及中欧地理产品。截至2016年，兴隆咖啡种植面积33.33公顷，年产量40多吨。:289

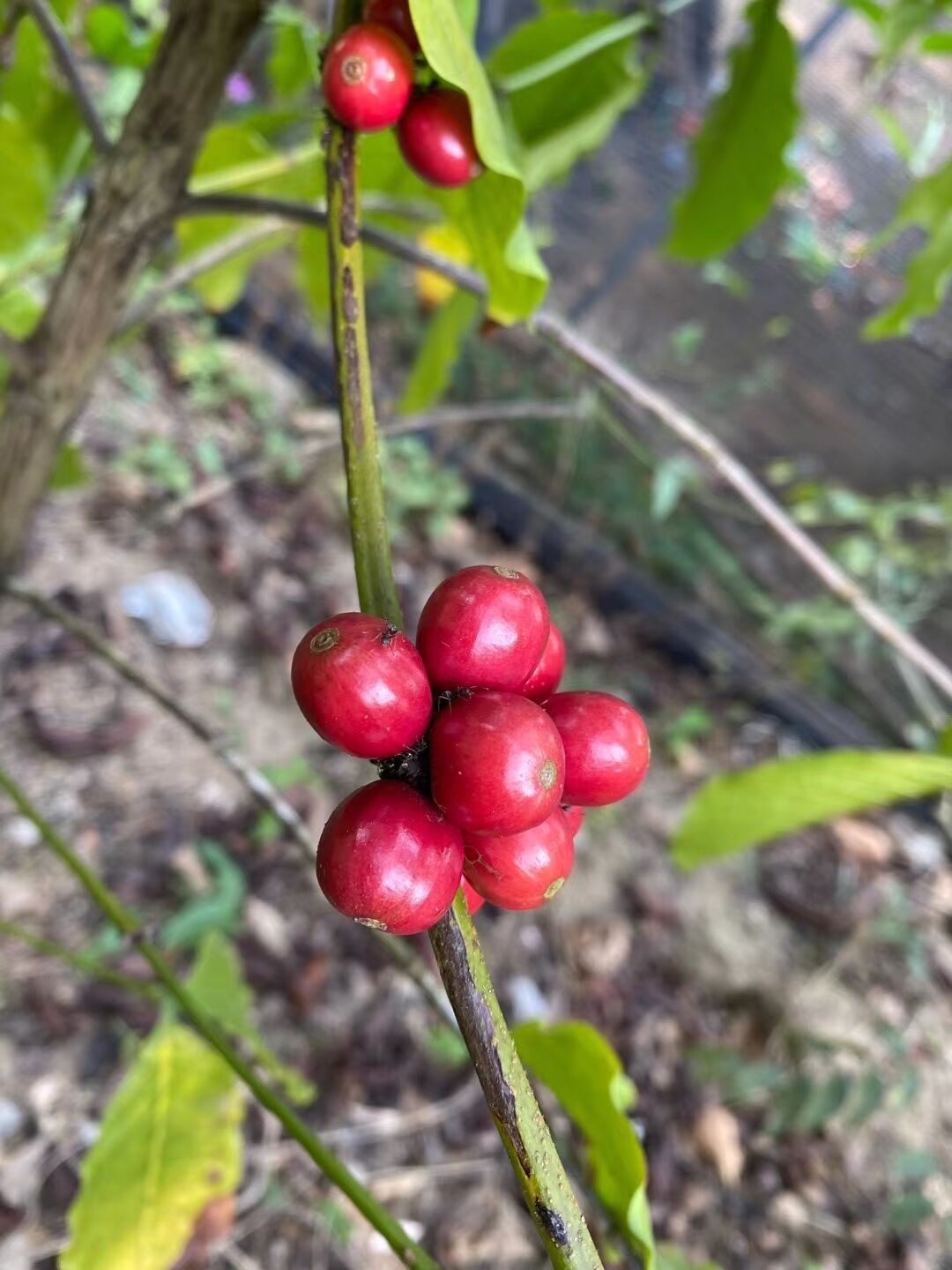
种兴隆咖啡种植园中的咖啡树

在兴隆种植的咖啡豆，一般为罗布斯塔品种。

## 历史
20世纪50年代，从印度尼西亞和马来西亚回归的华侨们带回了咖啡种植和加工的技术。兴隆华侨农场建设的太阳河咖啡厂是中华人民共和国第一家咖啡加工厂，1960年，周恩来前往兴隆农场视察。
1988年，兴隆咖啡在中国食品博览会上獲得银牌奖。20世纪90年代以来，兴隆咖啡受本地私人作坊和加工企业等外来品牌的冲击，太阳河在兴隆咖啡的市場占有比例和品牌影响力都在急剧下降，逐渐在市场竞争中败落。2007年12月26日，原国家质检总局批准对“兴隆咖啡”实施地理标志产品保护。
万宁市政府2021年将实施兴隆咖啡地理标志农产品保护工程。2021年3月1日，《中欧地理标志协定》正式生效，兴隆咖啡入选首批中欧地理产品。

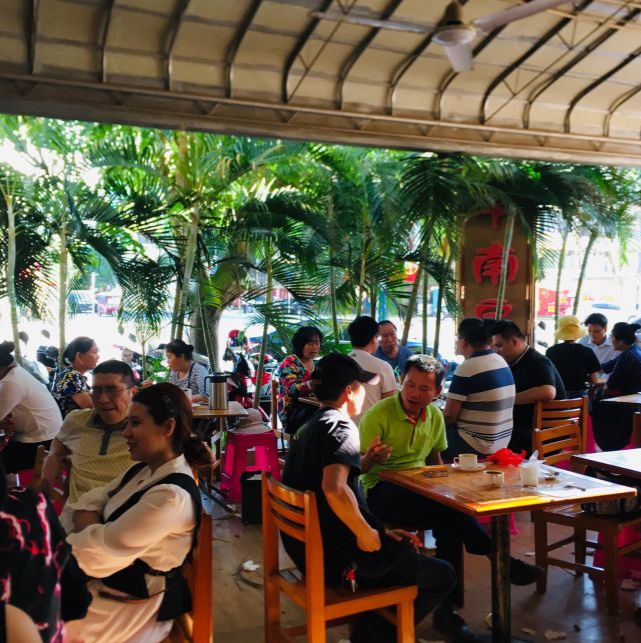
兴隆人在咖啡馆喝咖啡